# IUX
IUX Markets Ltd es una plataforma global de comercio en línea conocida por ofrecer servicios de trading de Contratos por Diferencia (CFDs).

## Historia
IUX Markets Limited fue fundada en 2016, con su sede física ubicada en Limassol, Chipre. La plataforma de comercio en línea está registrada en la Autoridad de Servicios Financieros de San Vicente y las Granadinas.

## Modelo de negocio
IUX ofrece una gama de servicios de trading en línea, principalmente enfocados en Contratos por Diferencia (CFDs), que permiten a los traders especular sobre los movimientos de precios de varios instrumentos financieros. Además de operar con CFDs, IUX ofrece acceso a varios recursos educativos, incluyendo tutoriales y análisis de mercado, con el objetivo de ayudar a los usuarios a entender las estrategias de trading y el comportamiento del mercado.

## Premios y reconocimientos
- 2024 - Mejor Plataforma Innovadora por BrokersView[8]
- 2024 - Premio a la Plataforma Forex Innovadora por TrustFinance[9]
- 2024 - Mejor Broker de Bajos Spreads celebrado en la Exposición de Dinero de Asia 2024[8]
- 2024 - Premio al Mejor Broker de Bajos Spreads de Fxdailyinfo.com[8]